# Lonesome Crow
Lonesome Crow (укр. «самотній ворон») — дебютний студійний альбом німецького гурту Scorpions, представлений у 1972 році на лейблі Brain Records.

## Список композицій
| Сторона 1 | Сторона 1                        | Сторона 1  |
| #         | Назва                            | Тривалість |
| --------- | -------------------------------- | ---------- |
| 1.        | «I’m Going Mad»                  | 4:53       |
| 2.        | «It All Depends»                 | 3:30       |
| 3.        | «Leave Me»                       | 5:06       |
| 4.        | «In Search Of The Peace Of Mind» | 5:00       |

| Сторона 2 | Сторона 2       | Сторона 2  |
| #         | Назва           | Тривалість |
| --------- | --------------- | ---------- |
| 1.        | «Inheritance»   | 4:41       |
| 2.        | «Action»        | 3:56       |
| 3.        | «Lonesome Crow» | 13:31      |

## Учасники запису
- Клаус Майне — вокал
- Рудольф Шенкер — гітара
- Міхаель Шенкер — гітара
- Лотар Хаймберг — бас
- Вольфганг Дзионі — ударні